# José Blanco López
José Blanco López (Palas de Rey, Lugo, 6 de febrero de 1962), también conocido como Pepe Blanco o Pepiño Blanco, es un político socialista español. Desde julio del 2000 a julio de  2008 fue Secretario de Organización, fue elegido ese mismo mes y  hasta febrero de 2012 vicesecretario general del Partido Socialista Obrero Español (PSOE), y entre abril de 2009 y diciembre de 2011 desempeñó el cargo de ministro de Fomento. En 2011 fue nombrado portavoz del Gobierno. Entre 2014 y 2019 fue diputado en el Parlamento Europeo.

## Biografía
Nació en el municipio lucense de Palas de Rey. Cursó el bachillerato en el instituto Juan Montes de Lugo. Allí tuvo como profesor de Filosofía a José López Orozco, que entonces militaba en el Partido Socialista Popular de Enrique Tierno Galván, junto con otros miembros relevantes del socialismo lucense.
Estudia bachillerato en Lugo y ya en Santiago de Compostela inicia estudios de Derecho que deja para incorporarse a trabajar en la secretaría de Organización del PSdeG-PSOE.
Está casado con Ana Mourenza desde 1999 y tiene dos hijos, María y Pedro.

### Militancia en el PSOE
Tras la fusión del PSP con el PSOE, en 1978, se convirtió en militante de este último partido. Siguió con su compromiso político, siendo sucesivamente secretario general de las Juventudes Socialistas de Galicia, presidente del Consejo de la Juventud de Galicia, miembro de la ejecutiva del PSdeG-PSOE y finalmente secretario general del partido en Lugo.

### Senador y diputado
En las elecciones generales de 1989 fue elegido senador, repitiendo escaño en las siguientes elecciones.
En las elecciones generales de 1996, José Blanco consigue el puesto de diputado por el Partido Socialista por Lugo.
En 1998 actúa como coordinador de la candidatura de Emilio Pérez Touriño a la secretaría general del PSOE de Galicia. Fruto de esta labor, Touriño accede a la secretaría derrotando a Miguel Cortizo, candidato del secretario general saliente, Francisco Vázquez. En 1999, su antiguo mentor, José López Orozco, accede a la alcaldía de Lugo, con el apoyo del BNG. Ese mismo año, Blanco se casa y se traslada a vivir a la localidad madrileña de Las Rozas de Madrid.
En el año 2000, el juez y diputado independiente por el PSOE en la circunscripción electoral de Lugo en la legislatura 1993-1996, Ventura Pérez Mariño (que posteriormente sería alcalde de Vigo) le pone en contacto con José Luis Rodríguez Zapatero (Pérez Mariño había sido cabeza de lista al Congreso por Lugo, siendo Blanco secretario provincial). José Blanco se une al grupo Nueva Vía que, capitaneado por Jesús Caldera cuenta, entre otros, con Trinidad Jiménez y con Juan Fernando López Aguilar en sus filas. Este grupo postula a Zapatero como candidato a la secretaría general del PSOE. Tras su incorporación, Blanco asume la coordinación del grupo y reúne los apoyos que llevan a Zapatero a la Secretaría General del PSOE en el XXXV Congreso Federal, enfrentado a José Bono, que sale derrotado. Como hombre de confianza del nuevo secretario general, José Blanco es nombrado secretario de Organización de la Ejecutiva federal del partido, puesto que ocupa entre los años 2000 y 2008.
En los momentos previos al XXXVII Congreso del PSOE (2008), Blanco barajó la posibilidad de dejar la política, pero se lo impidió Zapatero, que le consideraba "imprescindible", al haber pacificado el partido y garantizado el apoyo de este al Gobierno.[cita requerida] En dicho congreso, Blanco fue nombrado vicesecretario general del PSOE, un puesto que sólo había ocupado anteriormente Alfonso Guerra, señal de la influencia que acumulaba Blanco en el partido. A comienzos de 2012 fue sustituido por Elena Valenciano.
También es miembro del Comité Nacional del Partido dos Socialistas de Galicia-PSOE.

### Responsabilidades en el Gobierno
El 7 de abril de 2009, dentro de una profunda remodelación del Gobierno de España, se anunció su nombramiento como Ministro de Fomento, en sustitución de Magdalena Álvarez. En su etapa como Ministro de Fomento, tiene lugar el cierre de todo el espacio aéreo español, en diciembre de 2010, quedando cerca de 600.000 personas atrapadas en los aeropuertos españoles, desembocando en la primera declaración de Estado de alarma de la Democracia.
El 20 de octubre de 2010, tras la supresión del Ministerio de la Vivienda dentro de la segunda remodelación del Gobierno llevada a cabo por José Luis Rodríguez Zapatero durante su segunda Legislatura, José Blanco pasó a asumir las competencias relacionadas con el área, dentro del Ministerio de Fomento.
El 14 de diciembre de 2010, durante el primer estado de alarma de la democracia, anuncia la privatización del 70% de las torres de control de los aeropuertos españoles que estaban en manos de la entidad pública AENA anunciando que, en una primera fase, se sacaría a concurso la gestión del control aéreo de 13 aeropuertos y a partir de 2012, las torres de control del resto de aeropuertos.
El 28 de septiembre de 2011 se culmina la fase inicial de la privatización del control aéreo con la adjudicación de las torres de control públicas de 13 aeropuertos de Aena a las empresas privadas Saerco y FerroNats.
Durante su mandato al frente del Ministerio de Fomento, en el año 2010, también se anuncia la privatización de la gestión de los aeropuertos de Madrid-Barajas y Barcelona-El Prat, así como el 49% de la Entidad Pública Aena. Esta decisión fue duramente criticada por sectores de la Izquierda parlamentaria, acusándole de malvender la entidad pública.

### Carrera posterior
En junio de 2020 fue nombrado consejero independiente de Enagás, compañía operadora de infraestructuras energéticas y Gestor Técnico del Sistema gasista en España.

## Polémicas

### Elecciones a la Asamblea de Madrid de 2003
Entre los apoyos que Blanco reunió para la candidatura de Rodríguez Zapatero, estaba la de los denominados balbases, una de las familias de la Federación Socialista Madrileña, liderada por José Luis Balbás, según declaró el propio Balbás. El peor momento de Blanco al frente de la secretaría de Organización tuvo lugar en 2003: al producirse las elecciones autonómicas de 2003, dos miembros de dicha "familia", Eduardo Tamayo y María Teresa Sáez resultan elegidos diputados de la Asamblea de Madrid. Tras las elecciones, la suma de los escaños socialistas y de Izquierda Unida superan a los del Partido Popular, por lo que la elección de Rafael Simancas, el líder socialista madrileño, como presidente de la Comunidad de Madrid se da por hecha. Sin embargo, la deserción de ambos, que se abstienen en la votación de investidura (el denominado "tamayazo") por razones nunca esclarecidas. Todo ello propició la convocatoria nuevas elecciones a la Asamblea de Madrid, en las que el Partido Popular obtuvo la mayoría absoluta y Esperanza Aguirre fue investida como presidenta de la Comunidad de Madrid. Los detractores de Blanco utilizaron este escándalo para intentar derribarle, adjudicándole la responsabilidad de lo sucedido.

### Operación Campeón
En octubre de 2011, el empresario farmacéutico lucense Jorge Dorribo, le acusó, en los procedimientos de la "Operación Campeón" de cobrar 400.000 euros para que agilizase los permisos del Ministerio de Sanidad a conceder a la empresa farmacéutica de Dorribo. El PSOE afirmó que se trataba de una cuestión privada y no relacionada con dicho cobro en una gasolinera de Guitiriz. El abogado de Dorribo afirmó poder defender la acusación de su defendido.
El 18 de julio de 2013, el Tribunal Supremo archivó la causa, al no apreciar que José Blanco ejerciera presión alguna para conseguir torcer la voluntad de la administración.

### Accidente ferroviario de Santiago de Compostela
Los familiares de las víctimas denuncian que cuando José Blanco era ministro de Fomento, se realizaron modificaciones del proyecto original para la línea donde ocurrió el accidente, y se decidió prescindir del sistema de seguridad ERTMS en un tramo especialmente peligroso.

## Distinciones y condecoraciones
- Gran Cruz de la Orden de Carlos III (30 de diciembre de 2011),[16] otorgada por Real Decreto, sin mas mérito que ser afiliado del PSOE, por el entonces presidente socialista, Jose Luis Rodríguez Zapatero